# Danielssenia perezi
Danielssenia perezi är en kräftdjursart som beskrevs av Albert Monard 1935. Danielssenia perezi ingår i släktet Danielssenia och familjen Pseudotachidiidae. Inga underarter finns listade i Catalogue of Life.